# Onthophagus naso
Onthophagus naso är en skalbaggsart som beskrevs av Fahraeus 1857. Onthophagus naso ingår i släktet Onthophagus och familjen bladhorningar. Inga underarter finns listade i Catalogue of Life.